# Anyphaena simoni
Anyphaena simoni är en spindelart som beskrevs av Becker 1878. Anyphaena simoni ingår i släktet Anyphaena och familjen spökspindlar. Inga underarter finns listade i Catalogue of Life.